# Gazakrigen 2008-2009
Gazakrigen 2008-2009 – også omtalt som Operation Støbt Bly (Hebraisk: מבצע עופרת יצוקה) i Israel, Gaza-massakren (Arabisk: معركة الفرقان,) i den muslimske verden og Slaget ved al-Furgan (Arabisk: معركة الفرقان) af Hamas – var den krig, som Israel indledte mod Hamas i Gazastriben fra den 27. december 2008 til den 18. januar 2009.
Egypten havde den 19. juni 2008 mæglet en seks-måneders våbenhvile mellem Hamas og Israel, som derfor stod til at udløb den 19. december 2008. I henhold til denne våbenhvileaftale lovede Israel at stoppe sine luftangreb m.m. og gradvis lempe sin blokade, mens Hamas til gengæld lovede at stoppe raketangreb rettet mod Israel fra Gazastriben. Denne våbenhvileaftale blev dog allerede de facto brudt i november 2008, efter nogle israelske raids rettet mod en tunnel ind i Gazastriben. Israel retfærdiggjorde disse operationer med, at det var et forebyggende angreb mod en tunnel, som de mente ville blive brugt til at bortføre israelske soldater, som bevogtede grænsen. Hamas genoptog efterfølgende raketbeskydning af Israel i november 2008, som et modsvar på de israelske operationer, som de karakteriserede som en overtrædelse af våbenhvileaftalen. Begge sider anklagede efterfølgende hinanden for at være skyld i at våbenhvileaftalen brød sammen, mens begge sider indikerede villighed til at forhandle en ny våbenhvileaftale på plads – omend begge parter i høj grad udsendte blandede signaler herom.
Krigen blev indledt den 27. december, hvor Israel igangsatte et angreb – anført af det israelske luftvåben – mod Gazastriben. I løbet af 220 sekunder havde det israelske luftvåben bombet 100 på forhånd planlagte mål i Gazastriben (95% succesrate), heriblandt politistationer, militære mål (våbenlager og formodede raketaffyringssteder) samt politiske og administrative kontorer i forskellige storbyer i Gazastriben (Gaza, Beit Hanoun, Khan Younis, og Rafah). Den israelske forsvarsminister Ehud Barak udtalte, at angrebet var resultatet af Israels "tålmodighed var ved at løbe ud" med hensyn til raketangrebene, som Hamas havde genoptaget fra november 2008. Civil infrastruktur, herunder moskeer, huse og skoler, blev angrebet; Israel hævder, at årsagen til dette var, at der blev affyret raketter fra disse bygninger eller at de indeholdt våben og kombattanter. Israel hævdede således, at de ikke angreb civile. Den israelske flåde bombarderede også mål og strammede sin flådeblokade af Gazastriben, hvilket resulterede i mindst eet sammenstød med en civilt fartøj.
13 israelere og mellem 1200 og 1500 palæstinensere blev dræbt i konflikten. Årsagen til den store uklarhed om de palæstinensiske tabstal er forskellen på informationer fra de to parters kilder. De klart disproportionate forskelle i israelske og palæstinensiske tab, har givet anledning til en diskussion om, hvorvidt at der overhovedet var tale om en krig. Det hævdes, at der i virkeligheden var tale om en massakre på palæstinenserne. Angrebene førte til protester mod Israel fra store dele af verden, herunder EU, som opfordrede begge parter til øjeblikkelig våbenhvile.

## Baggrund
Gaza-konflikten skal ses som en del af israelsk-palæstinensiske konflikt, som siden 1967 har været centreret om Israels besættelse af Øst-Jerusalem, Vest-bredden og Gaza. Israel oprettede illegale bosættelser i Gaza-striben fra de besatte området i 1967, og frem til 2005, hvor de trak bosætterne, og de israelske soldater ud af Gaza-striben. I 2005, før tilbagetrækningen, var der 8.500 illegale bosættere i Gaza-striben, som havde overtaget en betragtelig del af Gaza-striben, fra de over 1 million palæstinensere der i øvrigt levede der. Om formålet med den israelske tilbagetrækning udtalte den israelske premierministers talsmand at "The significance of the disengagement plan is the freezing of the peace process." Der var altså tale om en taktisk tilbagetrækning, som israelerne håbede på, at de kunne bruge til at undgå tilbagetrækninger fra det besatte Øst-Jerusalem og Vestbredden.[kilde mangler] Da Israel opgav sine bosættelser i Gaza i 2005, ændredes intet i denne henseende, bortset fra at grænseovergangen i Rafah kom under egyptisk bevogtning. Desuden fortsatte Israel sin kontrol med Gazas vandforsyning, elektricitet og kommunikationsinfrastruktur. Ifølge Human Rights Watch og Amnesty International er Israel stadig en besættelsesmagt efter international lov.

### 2006: Hamas vandt demokratisk valg
Da det islamiske parti Hamas vandt det demokratisk afholdte valg til den lovgivende forsamling i januar 2006, intensiveredes konflikten mellem Israel og det Hamasdominerede Gaza. Umiddelbart efter Hamas' sejr lukkede Israel grænsen til Gazastriben hermetisk, og forhindrede dermed den frie bevægelse af mennesker, udstyr, import- og eksportvarer. Trods dette forsøg på at beskytte den israelske befolkning, har palæstinensiske militante affyret Qassam-raketter mod israelske bosættelser i Sydisrael og udført raids over grænsen med det formål at dræbe eller tilfangetage israelske soldater.

### 2007: Kampe mellem Hamas og Fatah
Efter at Fatah i juni 2007, med støtte fra Israel og USA, forsøgte et kup mod Hamas opstod der kampe mellem Hamas og Fatah og Hamas overtog kontrollen med Gazastriben. Som et svar på denne magtovertagelse, indførte Israel og Egypten strenge restriktioner overfor den frie bevægelighed af mennesker og gods ind og ud af Gaza. Human Rights Watch betragter dette som en forbrydelse mod international lov, som forbyder kollektiv afstraffelse af civile. Israel tillader kun basisfødevarer og lægemidler ind i Gaza og har skåret i brændstofforsyningerne og reduceret elektriciteten, hvilket har ført til en humanitær krise. Nogle civile er døde som resultat af dette, fordi Israel nægtede dem at forlade striben for at få medicinsk behandling. Den 9. december sagde De Forenede Nationers Special Rapporteur, Richard Falk, om Israels blokade: “Sådan en politik med kollektiv afstraffelse, initieret af Israel for at straffe Gaza-boere for hvad der er sket af politiske udviklinger inden for Gazastriben, repræsenterer en flagrant og massiv overtrædelse af international humanitær lov, som skrevet i Artikel 33 af Den Fjerde Geneve-konvention.”
Palæstinensiske væbnede grupper fortsatte med at affyre raketter ind i Israel, hvorved flere israelske civile blev dræbt, og mange flere såret. Ifølge Human Rights Watch overtræder disse overlagte handlinger rettet mod civile ligeledes international humanitær lov. Eftersom Hamas har magten i Gazastriben, er de ansvarlige for at stoppe ulovlige angreb, selv når disse udføres af andre grupperinger.

### Juni 2008: Våbenhvile mellem Hamas og Israel
Medens Hamas aldrig officielt specifikt har sagt, at de vil anerkende Israels "ret til at eksistere", gav Hamas lederne Mahmoud al-Zahar og Khaled Meshal i april 2008 interviews, hvor de fremkom med erklæringer som udstak deres mål: En fredsproces med Israel baseret på israelsk tilbagetrækning til 1967-grænserne, en fjernelse af alle Israelske bosættelser, fjernelse af alle soldater fra Gaza og Vestbredden, en tilbagerulning af Israels "illegale anneksion af Jerusalem," løsladelse af alle palæstinensiske fanger, en permanent afslutning af Israels blokade af "vores internationale grænser, vores kystlinie og vores luftrum." Politiske analytikere har fremført, at al-Zahars og Meshals erklæringer generelt svarer til slutstatusarrangementerne, som de fleste observatører anser som fornuftige og uundgåelige. Og det ansete israelske dagblad Haaretz opfordrede i en leder til forhandling med Hamas' ledere, med ordene: "Den eneste måde at sikre sikkerheden for de folk, som bor nær grænsen til Gaza, er gennem en politisk indsats med det formål at nå en våbenhvileaftale."  Den 19. juni 2008 blev en seks-måneders våbenhvile indgået mellem Hamas og Israel efter egyptisk mægling, men fjendtlighederne ophørte ikke fra nogen af siderne; Israel genoptog sin blokade af Gazastriben, hvilket førte til mangel på gas, elektricitet, vand og medicin, såvel som andre fornødenheder.

## Planlægning af invasion
Ifølge Haaretz kilder indenfor det israelske militær, havde forsvarsminister Ehud Barak givet ordre til planlægning af operationen mere end seks måneder før den blev sat i værk, og planlægningen omfattede en stor indsamling af efterretninger for at kortlægge Hamasmål, som blev udført af efterretningstjenesterne Aman og Shin Bet. Den 19. november lå planen på hans skrivebord, men det var ikke før 18. december at han og premierminister Ehud Olmert mødtes for at godkende den. Planen blev stillet i bero for at se hvordan Hamas reagerede efter at våbenhvileaftalen udløb.
Den 24. december mødtes kabinettet for at tale om den foreslåede operation, og godkendte den enstemmigt efter et fem timer langt møde. Et sidste møde mellem forsvars- og efterretningschefer fandt sted om morgenen den 26. december, fulgt af et møde mellem Olmert, Livni og Barak. De gav de endelige ordrer for operationen til det israelske luftvåben. I løbet af denne aften og ud på natten fik forskellige israelske politiske ledere besked om beslutningen.

## Tidsforløb

### 2008

#### November 2008: Hamas affyrer raketter mod Israel
Den 7- november bombede isaels militær forstader i Gaza, hvor våbenhvilen blev brudt Hamas affyrede den 14. november 2008 raketter mod Israel selvom der formelt var våbenhvile. Hamas oplyste i en erklæring at det var de langtrækkende raketter, de har affyret mod Israel. Den israelske redningstjeneste bekræftede, at den kystbyen Ashkelon var blevet ramt af 5 raketter.

#### December 2008: Våbenhvileaftalen udløb
Den 13. december 2008 bekendtgjorde Israel, at de var tilhængere af at fortsætte våbenhvilen, under forudsætning af at Hamas levede op til dens forpligtelser. Efter tidligere at have udtalt at en afslutning på våbenhvilen ville være vældig populært, og at der er daglige israelske angreb  bekendtgjorde Hamas dette officielt den 20. december, og angav den fortsatte grænselukning som årsagen, medens raketbeskydningen af det vestlige Negev blev genoptaget. Hamas beskyldte Israel for at bryde våbenhvilen, og sagde at Israel ikke havde levet op til våbenhvilens bestemmelser, herunder at ophæve blokaden, der udover humanitær hjælp ikke tillod meget andet at komme igennem. Israel sagde at det i begyndelsen havde lettet på blokaden, men at processen var blevet stoppet fordi Hamas ikke levede op til de aftalte forpligtelser, herunder at stoppe alle raketaffyringer og at standse alle former for våbensmugling.
The New York Times opsummerede grundene til, at våbenhvilen ikke blev forlænget, således:
| Citat                                  | At få åbnet handelsvejene var Hamas' hovedformål, da de indgik våbenhvilen med Israel, mens Israels hovedformål var at få sat en stopper for raketbeskydningen. Raketbeskydningen faldt til 15-20 om måneden mod tidligere hundredvis, men Israel sagde, at det ikke ville tillade at handelen kom i gang igen før at raketbeskydningen ophørte fuldstændigt, og fordi Hamas fortsatte med at smugle våben gennem tunneller. Hamas sagde, at dette var en overtrædelse af aftalen, et tegn på Israels reelle hensigter og grund til yderligere raketbeskydning. Onsdag den 24. december 2008 ramte Hamas Israel med omkring 70 raketter i løbet af 24 timer, en drastisk forøgelse af intensiteten. | Citat |
| The New York Times, 27. december 2008. | |       |

#### Lørdag den 27. december
Kl. 11:30 om formiddagen angreb mere end 50 israelske fly 50 mål i Gazastriben. Bølge nummer to kom 30 minutter efter, hvor 60 fly angreb 60 mål. Flyene som blev brugt var F-16-jagerfly og Apache-helikoptere. Mindst 228 blev dræbt og 780 såret.

#### Søndag den 28. december
Hamas affyrede ca. 80 raketter mod Israel.
25 luftangreb blev gennemført om søndagen, hvilket fik dødstallet til at stige til 271 og antallet af sårede steg til mere end 900.
Sallah el-Dein-hovedvejen i den nordlige Gaza-stribe – som fører til byerne Beit Hanoun, Beit Lahia and Jabalia blev bombet. Et israelsk luft til jordmissil ødelagde et metalværksted i samme område, som angiveligt blev brugt til at fremstille raketter. Al-Noor- organisationen i Gaza by, som tilhører Hamas-bevægelsen, blev bombet, hvilket førte til svære beskadigelser af bygningen. Al Saraya-bygningen, som huser et fængsel, samt regerings- og sikkerhedskontorer blev også bombet.
Tv-stationen Al Aqsa blev ødelagt i et luftangreb. Stationen fortsatte dog sine udsendelser ved hjælp af en mobil OB-vogn.
IDF angreb også Jabalia og den nordlige Gaza-stribe, hvorved to blev dræbt og flere sårede.
En tankvogn, som kørte i Rafah nær grænsen til Egypten, blev ødelagt, hvorved seks mennesker blev dræbt.

#### Mandag den 29. december
Lige efter midnat den 28.-29. december lokal tid, blev der udført seks forskellige luftangreb mod Gazas Islamiske Universitet. Bygningen som huser det palæstinensiske selvstyres indenrigsministerium, blev ramt af israelske missiler ved daggry.. En moske i Jabaliya-flygtningelejren blev også bombet af IDF. Moskeen blev ødelagt og fem piger i nabohuset blev dræbt. Internationalt Røde Kors sagde, at hospitaler i Gaza-striben var overbebyrdede og ude af stand til at tage sig af ofrene.

### 2009

#### Torsdag den 1. januar
Et israelsk kampfly kastede en 1-tons-bombe over Hamas-lederen Nizar Rayans hjem i Jabaliya. Bomben var ikke rettet specifikt mod Rayan, men mod det formodede våbenmagasin og kommandocentral i huset. Bombningen var en såkaldt "roof knocking", hvor beboerne af målet får 10 minutter til at forlade det inden bombningen. Rayan valgte at blive i huset på trods af advarslen. Derved døde han og 9 kvinder, hvoraf fire var hans koner, samt hans 11 børn, og 30 andre blev sårede.
90 lastbiler fra internationale hjælpeorganisationer med mad og medicin blev lukket ind i Gazastriben. Egypten blokerede sendinger med humanitært hjælp fra Qatar gennem Rafah-grænsen. Israel var dog villig til at tillade adskillige fly fra Qatar at lande i Israel, så nødhjælpen vil kunne sendes ind i Gaza med lastbiler.

#### Lørdag den 3. januar
Palæstinensiske øjenvidner fortalte, at en israelsk landoperation var i gang i den nordlige del af Gaza. Det drejede sig om en mindre kolonne af militære køretøjer støttet af helikoptere.
Regeringen oplyste, at formålet med indrykningen var at komme ind og kontrollere områder i Gaza, hvorfra militante palæstinensere har beskudt det sydlige Israel med raketter. 11 bliver dræbt og snesevis såret ved et luftangreb på en moske i Gaza.

#### Tirsdag den 6. januar
Israelske soldater trængte tirsdag morgen ind i Gazas næststørste by Khan Younis, og Gaza By var ifølge oplysninger fra nyhedsstationen Al-Jazeera omringet af soldater. Natten til tirsdag fortsatte de hårde kampe mellem Hamas-krigere og israelske soldater i Gaza, og ifølge Israel gik landinvasionen i store træk efter planen.

#### Fredag den 9. januar
Israel fortsatte med sin militære offensiv i Gaza, selvom FN i en resolution, som blev offentliggjort natten til 9. januar, krævede øjeblikkelig våbenhvile. Ligeledes afviste Hamas resolutionen, fordi den "ikke er til det palæstinensiske folks bedste", og fortsatte sine angreb på Israel. Den israelske premierminister, Ehud Olmert, udtalte den 9. januar som kommentar til FN's krav om våbenhvile: "Israel er aldrig gået med til, at nogen udefrakommende skal blande sig i landets ret til at forsvare sine borgere". Olmert tilføjede, at Israel ville fortsætte sin offensiv, indtil det har opnået sit mål om at stoppe Hamas' raketangreb på det sydlige Israel.

#### Tirsdag den 13. januar
Israel strammer grebet om Gaza, da israelske kampvogne rykkede langt dybere ind i den palæstinensiske enklave end tidligere under offensiven mod Hamas-bevægelsen. Øjenvidner sagde samtidig til AFP, at kampvognene var rykket ind i flere byområder i udkanten af Gaza By. Den israelske brigadegeneral udtalte til Reuters: "Vi strammer grebet om byen". Samtidig fortsatte bombardementet af Hamas-mål i Gaza. Det israelske luftvåben angreb således flere end 60 mål i Gazastriben tirsdag morgen.
Der er tegn på, at Hamas er ved at være villig til at stoppe konflikten. Ismail Hanija, der er en af topfolkene fra Hamas har i en tv-tale for første gang åbnet op for at samarbejde om at stoppe blodudgydelserne.

#### Søndag den 18. januar
Hamas erklærer en omgående våbenhvile i Gaza og giver Israel en uge til at trække sine tropper ud af området. Hamas-embedsmanden Ayman Taha udtaler således til Reuters under forhandlinger i Egyptens hovedstad, Kairo: "Hamas og fraktionsgrupperne bekendtgør en våbenhvile i Gaza, som begynder omgående, og giver Israel en uge til at trække sig ud."
Israel er villige til at indgå fredsaftale på Hamas' vilkår. Premierminister, Ehud Olmert udtalte således, at de israelske styrker vil forlade det krigshærgede Gaza "så hurtigt som muligt". Denne udmelding kommer kort efter, at Israel erklærede en ensidig våbenhvile i Gaza.

#### Mandag den 19. januar
Den skrøbelige våbenhvile i Gazastriben holdt natten over. De israelske styrker indledte efter den hidtil blodigste offensiv mod den palæstinensiske enklave en tilbagetrækning, efter at begge parter i weekenden besluttede at stoppe krigshandlingerne.

## Mediernes indvirkning
Både Hamas og IDF har søgt at påvirke mediernes rapportering af kamphandlingerne. IDF har ikke tilladt udenlandske journalister adgang til Gaza-striben, angiveligt under henvisning til journalisternes sikkerhed, men unavngivne kilder angiver at der også, er tale om et ønske om at styre hvilke informationer medierne kommer i besiddelse af. Derudover udleverer det Israelske udenrigsministerium pakker med grydeklare udlægninger af den israelske strategi til et frivilligt korps af bloggere, der er aktive på blandt andet weblogs hos engelske The Times. Hamas, på den anden side er interesseret i så blodige billeder som muligt, og billeder af sårede og lemlæstede kommer ud fra området af forskellige kanaler. Hamas' strategi i bykampen er at trække sig tilbage til de tættest befolkede områder, for derved at tvinge IDF til angreb med et større antal civile ofre. Denne strategi betragtes som et forsøg på at tvinge verdens nationer til at lægge pres på Israel for at stoppe kamphandlingerne.
Adam Holm skrev i januar en kronik om mediernes dækning af konflikten. Kronikken udløste en reprimande fra DR til Adam Holm, for at sammenblande sin rolle som privat debattør med sin rolle som studievært på DR2's program Deadline. Reprimanden blev efterfølgende diskuteret heftigt på blandt andet Politikens egen debatside.

## Krigsforbrydelser og forbrydelser mod menneskeheden
Goldstone-rapporten, en officiel rapport udarbejdet for FN's menneskerettighedsråd (UNHRC) om krigshandlingerne i og omkring Gaza ved årsskiftet 2008–09, fastslår at der blev begået krigsforbrydelser og muligvis forbrydelser mod menneskeheden både af Israels militære styrker og af palæstinske væbnede grupper, men at de israelske overgreb var de mest omfattende.